# Poczesnowiki
Poczesnowiki (ros. Почесновики) – wieś (dieriewnia) w Rosji, w obwodzie jarosławskim, w rejonie rybińskim. W 2010 liczyła 19 mieszkańców.